# The Night They Raided Minsky's
The Night They Raided Minsky's (bra: Quando o Strip-Tease Começou) é um filme norte-americano de 1968, uma comédia musical dirigida por William Friedkin, com roteiro baseado no livro de Rowland Barber (1960) que conta uma origem fictícia para o surgimento do striptease, que teria ocorrido no novaiorquino Teatro Burlesco Minsky em 1925. 

## Elenco
- Jason Robards... Raymond Paine
- Britt Ekland... Rachel Elizabeth Schpitendavel
- Norman Wisdom... Chick Williams
- Forrest Tucker... Trim Houlihan
- Harry Andrews... Jacob Schpitendavel
- Joseph Wiseman... Louis Minsky
- Denholm Elliott... Vance Fowler
- Elliott Gould... Billy Minsky
- Jack Burns... Candy Butcher
- Bert Lahr... professor Spats
- Gloria LeRoy... Mae Harris
- Eddie Lawrence... Scratch
- Dexter Maitland... Duffy
- Lillian Hayman... cantor
- Richard Libertini... Pockets

## Pré-produção
Norman Lear anunciara originalmente que a produção seria iniciada no outono de 1966. Contudo, as filmagens demorariam ainda mais de um ano, começando em outubro de 1967. Foi usado o Chelsea Studios em Nova Iorque.

## Adaptação teatral
Uma comédia musical adaptada para teatro chamada Minsky's esttreou em 6 de fevereiro de 2009 no Ahmanson Theatre, Los Angeles, e a temporada durou até 1 de março de 2009. O novo musical foi dirigido e coreografado por Casey Nicholaw, com partitura de Bob Martin e música e letras de Charles Strouse e Susan Birkenhead. O musical é essencialmente uma nova história.